# Jolanda
Jolanda is een meisjesnaam. Het ontstaan van de naam is niet duidelijk. Andere vormen van Jolanda zijn Jolande, Jolanta, Jolanthe, Iolanthe, Yolanthe en Yolanda en Yolande.
De naam komt voor in het Oudfrans. Mogelijk was het een vorm van de naam  Violante, die van het Latijnse viola (kleur violet) is afgeleid. Jolanda zou ook een Germaanse oorsprong kunnen hebben.
Yolanda betekent violet en is afkomstig uit het Oudgrieks. De Griekse vorm is Iolanthe. De Tsjechische, Slowaakse en Poolse vorm is Jolanta.
In de middeleeuwen kwam de naam Jolanda voor in vorstenhuizen en adellijke families.
Yolande van Henegouwen was een 12de-eeuwse keizerin van het Latijnse Keizerrijk van Constantinopel, die afkomstig was uit Vlaanderen. De naam kwam ook voor in de koninklijke families van Hongarije (als Jolánta) en Spanje (soms gespeld als Violante). Een ander beroemde Yolande was Yolande van Vianden, een  13e-eeuwse gravin van Vianden in Luxemburg die tegen de wil van haar ouders het klooster inging en later onderwerp werd van tot een middeleeuwse legende.

## Bekende personen met de naam Yolanda
- Yolanda van Gelre, gravin van Henegouwen
- Yolande van Henegouwen, keizerin van het Latijnse Keizerrijk in Constantinopel
- Yolande van Vianden, 13e-eeuwse priores van Marienthal, Luxemburg
- Yolande van Lotharingen (1428-1483)
- Jolanda van Hongarije of Violant(e), Koningin van Jacobus I van Aragón, kreeg een dochter Violant/Jolande
- Yolande van Hongarije, ook wel Helena van Silezië, dochter van Béla IV van Hongarije, beata (zalig verklaard)
- Yolanda, schuilnaam van Emily Harris, lid van het Amerikaanse Symbionese Liberation Army; ze kidnapte Patricia Hearst
- Yolanda Adams, Amerikaanse gospelzangeres
- Yolanda Kondonassis, Amerikaanse harpiste
- Yolanda Ortíz, Cubaanse duikster
- Yolanda Saldívar, moordenares van de Amerikaans-Mexicaanse zangeres Selena

## Bekende personen met de naam Jolanda
- Jolanda Čeplak (1976), Sloveense atlete
- Jolanda Egger (1960), model en actrice
- Jolanda Homminga (1959), Nederlandse atlete
- Jolanda Keizer (1985), Nederlandse heptathlete
- Jolanda Kroesen (1979), Nederlandse softballspeler
- Jolanda de Rover (1963), zwemster en Olympisch kampioene
- Jolanda Marti (televisiepresentatrice)
- Jolanda Margaretha van Savoye, Italiaanse prinses
- Jolanda Wijshake (1963), auteur

## Ander gebruik
- Yolanda, synoniem van het geslacht van orchideeën Brachionidium
- Yolanda (game), computerspel uit 1990
- Yolanda (film), film uit 1924 met Marion Davies
- Yolanda and the Thief, komische musical, film uit 1945
- Yolanda, de naam die op de Filipijnen wordt gegeven aan tyfoon Haiyan

## Liedjes over Yolanda
- "Dónde estas, Yolanda?" door Pink Martini op het album Sympathique
- "Yolanda", door Bobby Blue Bland
- "Yolanda", door Pablo Milanes
- "Yolanda", door Nana Mouskouri op het album Nana Latina